# سمورنيون بقلي

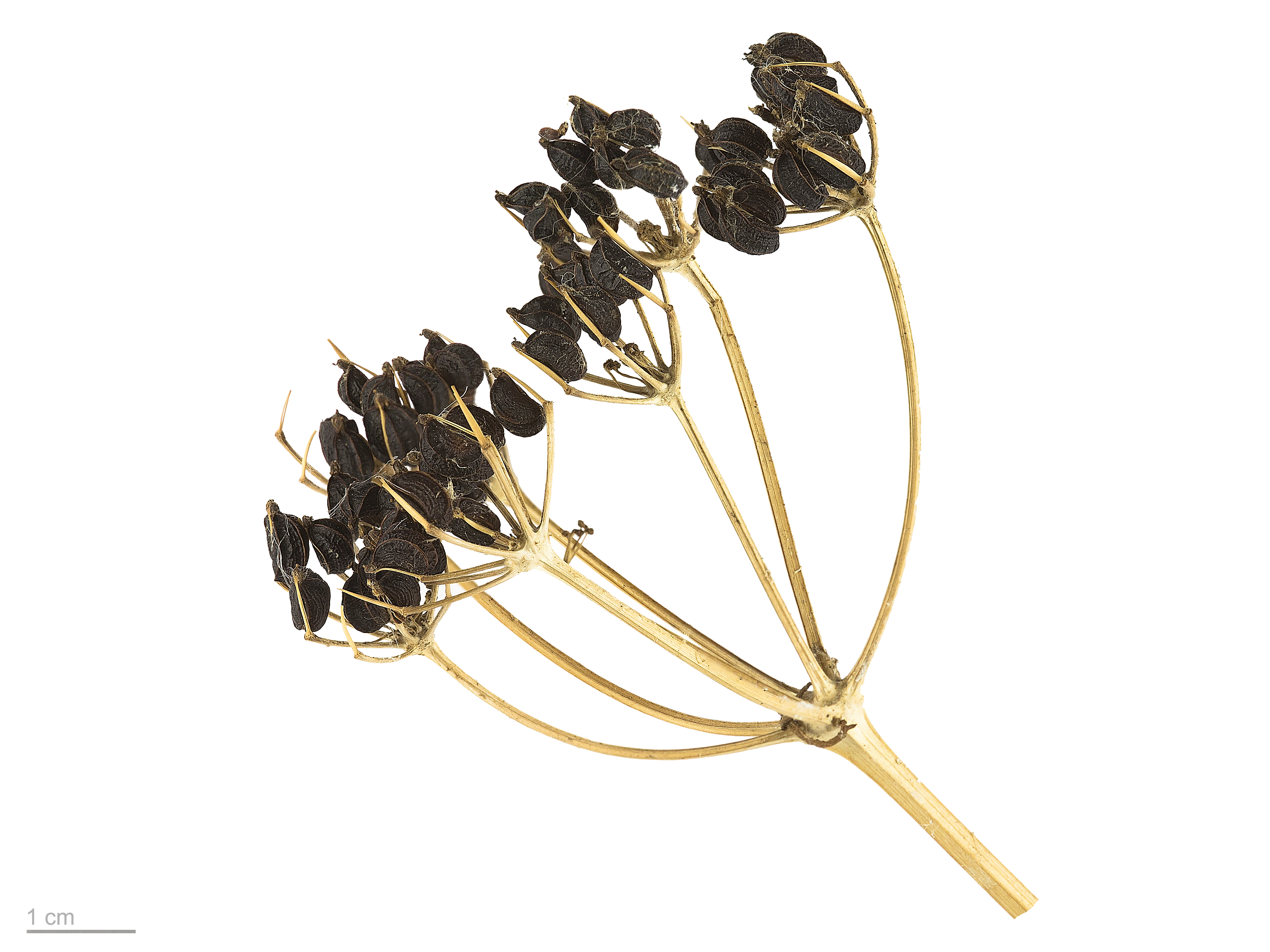
Smyrnium olusatrum

السمورنيون البقلي  (باللاتينية: Smyrnium olusatrum) نوع نباتي يتبع جنس السمورنيون من الفصيلة الخيمية.

## الموئل والانتشار
النبات واطن في بلاد الشام والمغرب العربي وشمال حوض البحر الأبيض المتوسط.